# Benoît Huot
Benoît Huot (Longueuil, Canadá, 24 de enero de 1984) es un nadador paralímpico canadiense, que ha ganado nueve medallas de oro en los Juegos Paralímpicos para Canadá, principalmente en los estilos libre y mariposa.

## Biografía
Proveniente de Longueuil, Quebec, Huot nació con pie equinovaro, comenzó a nadar competitivamente a los 10 años en el club CAMO Natation, donde fue entrenado por Benoit Lebrun. Al principio compitió junto a nadadores sin discapacidad y compitió en dos Juegos de Quebec, ganando plata en 1997. 

## Carrera
Debutó internacionalmente en 1998 como miembro del equipo de Canadá en los campeonatos mundiales del Comité Paralímpico Internacional, donde ganó dos medallas de oro y cuatro de plata. Agregó tres medallas más de oro y tres de plata en los Juegos Paralímpicos de 2000 y ocho medallas en el Campeonato Mundial de Natación IPC 2002. 
En 2003, fue nombrado el atleta masculino del año con discapacidad por la Federación Internacional de la Commonwealth. 
En 2004, consiguió cinco medallas de oro, una medalla de plata y tres récords mundiales en los Juegos Paralímpicos de Atenas 2004. 
En 2005, ganó seis medallas de oro en el Campeonato de Natación de Inglaterra de Disability Sport. Luego se llevó las medallas de oro y plata en la Copa Mundial Paralímpica inaugural en Manchester en eventos que se nadaron con solo 15 minutos de diferencia. Esto llevó a la revista Swimming World a otorgarle el premio World Disabled Swimmer of the Year. 
En los Juegos Paralímpicos de Verano de 2012 en Londres ganó medallas de oro, plata y bronce, lo que le dio un total de 19 medallas en cuatro Juegos Paralímpicos. Fue nombrado portador de la bandera de Canadá para la ceremonia de clausura de los Juegos.
Huot ha servido en el consejo de atletas en Swimming Canada, el Comité Paralímpico de Canadá y la Federación de Juegos de la Commonwealth.

## Premios y distinciones
En 2011, fue incluido en el Salón de la Fama de la Discapacidad de Canadá. En diciembre de 2016, fue nombrado miembro de la Orden de Canadá. En 2018, fue nombrado Caballero de la Orden Nacional de Quebec.